# 凯恩㹴

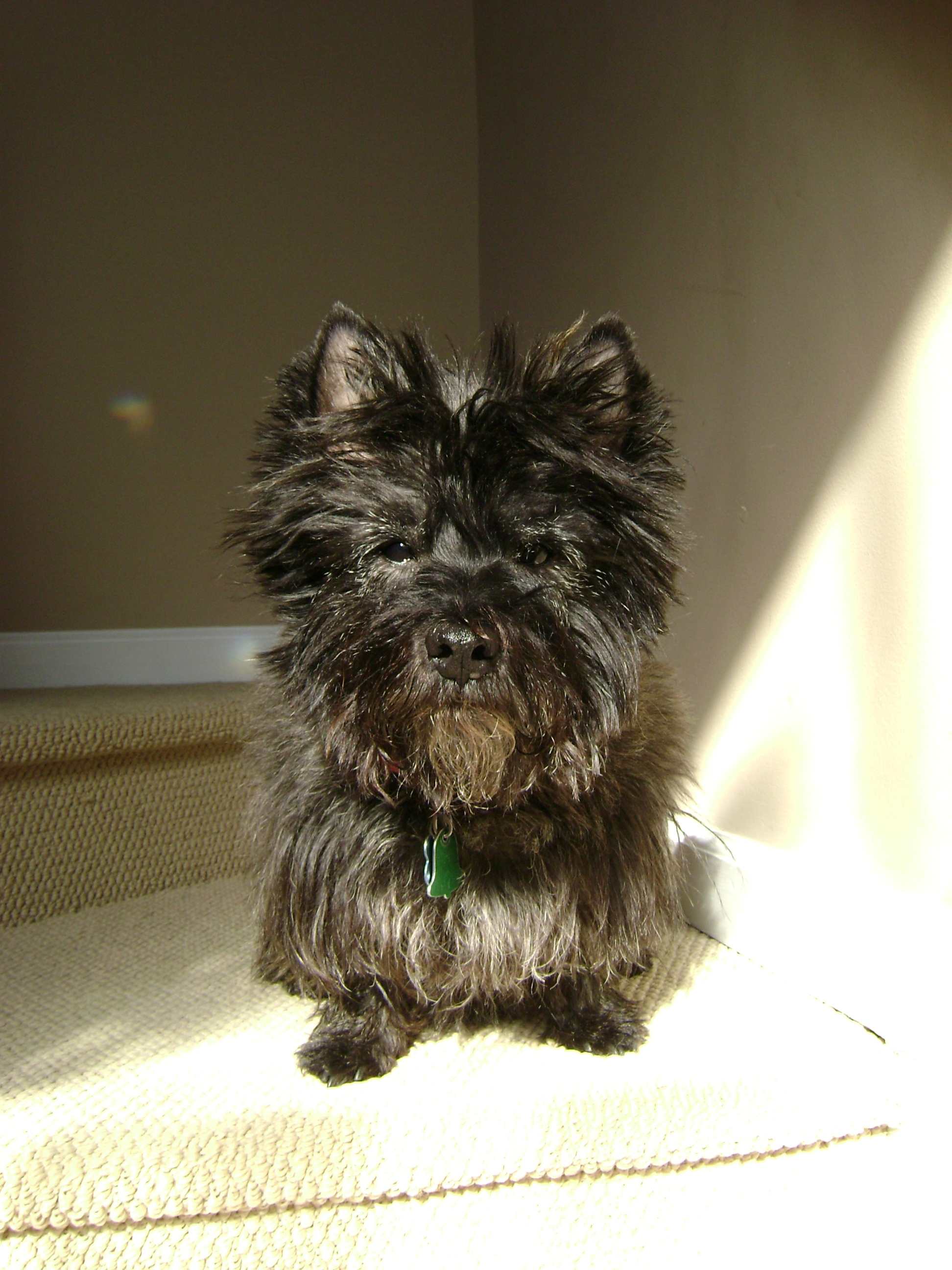
凯恩㹴

凯恩㹴（Cairn Terrier）是一種㹴犬。

## 歷史
凯恩㹴是最古老的㹴犬品種之一，原產於蘇格蘭高地，為蘇格蘭的最早工作犬之一。該品種常用為狩獵用途。

## 外部連結
- 中的“凯恩㹴”